# Anopheles pullus
Anopheles pullus är en tvåvingeart som beskrevs av Yamada 1937. Anopheles pullus ingår i släktet Anopheles och familjen stickmyggor. Inga underarter finns listade i Catalogue of Life.